# Conwy County Borough
O município de Conwy County ( galês: Bwrdeistref Sirol Conwy ) é uma área de autoridade unitária no norte de Gales.

## Geografia
Contendo os principais assentamentos de Llandudno, Llandudno Junction, Llanrwst, Betws-y-Coed, Conwy, Colwyn Bay, Abergele, Penmaenmawr e Llanfairfechan, tem uma população total de 115.000 habitantes e faz fronteira com os condados de Gwynedd e Denbighshire.
O rio Conwy, após o qual o município é nomeado, fica totalmente dentro da área: subindo em Snowdonia e fluindo por Llanrwst e Trefriw a caminho do mar da Irlanda por Conwy . O rio aqui marca a fronteira entre os condados históricos de Caernarfonshire e Denbighshire.
Um terço da área do município fica no parque nacional de Snowdonia e o conselho nomeia três dos 18 membros da Autoridade do Parque Nacional de Snowdonia. Sua área total é de 1.130 km2, sendo um pouco maior que Hong Kong.
A grande maioria da população vive na costa; o único assentamento de qualquer tamanho no interior é Llanrwst.

## Língua galesa
De acordo com o Censo de 2001, 39,7% da população do distrito tem "uma ou mais habilidades" no idioma galês, o que o classifica em 5º das 22 principais áreas do país de Gales.
A quantidade de galês falado no município varia muito de local para local, geralmente sendo o menos falado na orla costeira.
Exemplos da porcentagem de falantes de galês pela ala eleitoral:
- Mostyn (Llandudno) 19,7%
- Colwyn 22,6%
- Conwy 33%
- Trefriw 50%
- Eglwysbach 63%
- Uwch de Conwy (Conwy superior) 66,8%
- Llangernyw 69.3%
- Cerrigydrudion 76%

## Governo
A cidade do condado foi formada em 1 de abril de 1996 pela fusão dos distritos de Aberconwy e Colwyn, quando foi originalmente chamada de Aberconwy e Colwyn. No entanto, seu conselho renomeou o distrito um dia depois, em 2 de abril de 1996, para Conwy.

### Política
Conwy é representado no Parlamento por Robin Millar (Con) e David Jones (Con), embora o distrito eleitoral de David Jones 'Clwyd West também cubra parte do sul de Denbighshire. Na Assembléia Nacional do País de Gales, é representada por Janet Finch-Saunders (Con) e Darren Millar (Con).

### Brasão
O Conselho do Concelho do Condado de Conwy recebeu um brasão do College of Arms em 2001. As novas armas lembram as dos conselhos de Aberconwy e Colwyn. A parte principal do escudo mostra ondas azuis e prateadas para o rio do qual o município leva seu nome e também lembra o campo ondulado dourado e azul dos braços de Colwyn. No topo das ondas é colocada uma torre vermelha simbólica, representando o Castelo de Conwy. O chefe ou terço superior do escudo é de cor verde, a cor principal nos braços de Aberconwy. No centro do chefe está uma cabeça decepada da heráldica de Marchudd ap Cynan, senhor de Abergele e Rhos. Em ambos os lados estão duas lanças negras abraçadas, ou com gotas de sangue nas pontas. Estes vêm dos braços de renome de Nefydd Hardd, associados à área de Nant Conwy. Na frente de cada lança, há uma roupa de ouro ou folha de trigo, para as áreas rurais do município.
Acima do escudo, colocado no elmo de aço habitual nas armas civis britânicas, está a crista. Isso assume a forma do dragão vermelho galês apoiando uma Bíblia, saindo de uma coroa de folhas de carvalho e bolotas. A representação da Bíblia é para comemorar o fato de que a primeira tradução para o idioma galês do livro se originou na área, enquanto o aro de carvalho lembra que um carvalho formava a carga principal nos braços do Conselho da cidade de Colwyn e seu antecessor, o município cidade da baía de Colwyn.
O lema adotado é "Tegwch i Bawb", que significa "Justiça para Todos".